# Ulrik Knuth
Graf Ulrik Gustav Adam Knuth (* 27. Januar 1911 in Østergård; † 13. Januar 2004) war ein dänischer Kammerherr und Hofjägermeister.

## Leben
Ulrik Knuth entstammte dem mecklenburgisch-dänischen Uradelsgeschlecht Knuth. Sein Vater war der Kammerherr und Hofjägermeister Kristian Knuth, seine Mutter dessen Gattin Antoinette, geborene von Sponneck. Von 1931 bis 1940 erlernte er die Landwirtschaft, die Jahre 1936 und 1937 auf der Landbrugsskole. 1936 wurde er Sekondeleutnant in der Königlichen Leibgarde. 1940 bis 1950 war er Verwalter von Stenagergård, 1951 bis 1971 war er der Besitzer von Lilliendal. 1958 bis 1970 war er Mitglied des Gemeinderates von Øster Egesborg.

## Vorfahren
| Ulrik Knuth Graf von Christiansdal | Kristian Knuth Graf von Christiansdal               | Christopher Knuth Graf von Christiansdal                         | Adam Carl Vilhelm Knuth Graf von Christiansdal                                 |
| Ulrik Knuth Graf von Christiansdal | Kristian Knuth Graf von Christiansdal               | Christopher Knuth Graf von Christiansdal                         | Wilhelmine Alexandra Eugenie Catharine Jenny Knuth, geb. Baronesse von Buttlar |
| Ulrik Knuth Graf von Christiansdal | Kristian Knuth Graf von Christiansdal               | Ille Ottilde Vilhelmine Knuth, geb. Baronesse Lerche             | Carl Christian Cornelius Lerche Graf von Lerche                                |
| Ulrik Knuth Graf von Christiansdal | Kristian Knuth Graf von Christiansdal               | Ille Ottilde Vilhelmine Knuth, geb. Baronesse Lerche             | Sophie Frederikke Lerche, geb. Steensen-Leth                                   |
| Ulrik Knuth Graf von Christiansdal | Antoinette Sophie Knuth, geb. Reichsgräfin Sponneck | Frederik Wilhelm Sponneck Reichsgraf von Sponneck                | Wilhelm Carl Eppingen Sponneck Reichsgraf von Sponneck                         |
| Ulrik Knuth Graf von Christiansdal | Antoinette Sophie Knuth, geb. Reichsgräfin Sponneck | Frederik Wilhelm Sponneck Reichsgraf von Sponneck                | Antoinette Sigefriede Sponneck, geb.von Lowzow                                 |
| Ulrik Knuth Graf von Christiansdal | Antoinette Sophie Knuth, geb. Reichsgräfin Sponneck | Anna Sophie Margrete Imanuella Sponneck, geb. Brockenhuus-Schack | Knud Bille Ludvig Anthon Brockenhuus-Schack Graf von Brockenhuus-Schack        |
| Ulrik Knuth Graf von Christiansdal | Antoinette Sophie Knuth, geb. Reichsgräfin Sponneck | Anna Sophie Margrete Imanuella Sponneck, geb. Brockenhuus-Schack | Helene Sophie Caroline Frederikke Brockenhuus-Schack, geb. von Lowzow          |